# Конхобар мак Доннхада
Конхоба́р мак Доннха́да (ирл. Conchodar mac Donnchada; умер в 833) — король Миде (802/803—833) и верховный король Ирландии (819—833).

## Биография

### Король Миде
Отцом Конхобара был король Миде и глава Кланн Холмайн Доннхад Миди, а матерью — дочь короля Дал Арайде Конгала, которую, вероятно, звали Фуйрсах (ирл. Fuirseach). После смерти Доннхада в 797 году титул верховного короля Ирландии получил Аэд Посвящённый из конкурировавшего с Кланн Холмайн рода Кенел Эогайн. Королевством же Миде в 797—802 годах один за другим правили сначала старший брат Конхобара Домналл мак Доннхада Миди, в убийстве которого, как предполагается, он участвовал вместе с другим своим братом Айлилем, а затем его дядя Муйредах мак Домнайлл Миди.
После смерти в 802 году короля Муйредаха правитель Тары Аэд Посвящённый совершил поход в Миде и разделил власть в этом королевстве между Конхобаром и его младшим братом Айлилем. Вероятно, таким образом Аэд пытался ослабить своих противников из Кланн Холмайн, однако сделать это ему не удалось: уже в следующем году Конхобар разбил при Ратконнелле (около современного Маллингара) своего брата, который погиб в сражении, и снова сосредоточил в одних руках всю власть над королевством Миде.
В 808 году Конхобар мак Доннхада провозгласил себя новым верховным королём Ирландии. Вступив в союз с коннахтским правителем Муиргиусом мак Томмалтайгом, он с войском пришёл в Тайльтиу, место проведения общеирландских оэнахов. Здесь они провели три дня, что по понятиям того времени означало лигитимизацию прав Конхобара на титул верховного короля. Однако появление армии Аэда Посвящённого заставило обоих союзников обратиться в бегство. Преследуя отступавших, верховный король Ирландии дошёл до владений Конхобара и разорил приграничные земли Миде к востоку от реки Шаннон. Земли же короля Коннахта остались нетронутыми.
Также в 808 же году во время набега на Ульстер погиб один из сыновей Конхобара, Катал.

### Верховный король Ирландии
Только после смерти Аэда Посвящённого в 819 году Конхобар мак Доннхада смог получить титул верховного короля Ирландии. Однако уже в 820 году свои права на престол Тары предъявил король Айлеха Мурхад мак Маэл Дуйн. Заключив союз с подчинёнными Конхобару правителями Бреги из Сил Аэдо Слане, Мурхад совершил поход вглубь территории Миде и дошёл до Дримны. Конхобар мак Доннхада вместе со своим союзником, королём Лейнстера Муйредахом мак Руадрахом выступил с войском ему навстречу, но вмешательство ирландского духовенства в конфликт королей предотвратило битву. В следующем году Конхобар совершил поход в Брегу и разграбил земли этого королевства от Арды до Армы. В 822 году король Айлеха снова вторгся в Миде, соединившись здесь с войском Уи Хернайг (ирл. Uí Chernaig), одного из септов Сил Аэдо Слане. В ответ на эти действия Конхобар мак Доннхада организовал новый поход в южную часть Бреги. В результате похода Уи Хернайг, понеся 1 ноября тяжёлые потери в сражении с армией верховного короля, были вынуждены подчиниться власти Конхобара, а Мурхад мак Маэл Дуйн отказался от дальнейших притязаний на престол Тары.
В 826 году скончался Ниалл мак Диармата, который в ирландских анналах наделён титулом «король Миде». Вероятно, он был соправителем Конхобара мак Доннхады. Предполагается, что этот Ниалл был сыном умершего в 764 году Диармайта Чёрного и внуком верховного короля Ирландии Домналла Миди.
Вскоре после начала правления Конхобара мак Доннхада как верховного короля возобновились нападения викингов на Ирландию. Первый из подобных набегов произошёл в 821 году. Главными целями атак викингов в 820-е годы были территории Ульстера. Только в 827 году вторжению подверглись земли подчинённого Миде королевства Бреги. В это же время произошла и смена тактики нападений викингов: теперь их жертвами становились не только прибрежные районы, но и поселения вглуби территории острова, в первую очередь, богатые ирландские монастыри, расположенные в бассейнах рек Бойн и Лиффи. Несмотря на ещё большее усиление вторжений норманнов в начале 830-х годов, Конхобар мак Доннхада ни разу не выступал против них с войском, так как, вероятно, в это время был постоянно занят междоусобными войнами с другими ирландскими правителями.
В 827 году верховный король, заручившись поддержкой короля Айргиаллы Куммаскаха мак Катайла из Уи Хремтайнн и короля Ульстера Муйредаха мак Эохады, изгнал из аббатства Арма его настоятеля Эогана Майнистреха, поставив во главе обители своего сына Артри, уже имевшего сан епископа Армы. Однако Эоган получил помощь от своего союзника, короля Айлеха Ниалла Калле, которому в трёхдневном сражении при Лет Каме (около современного Килмора) удалось разгромить войско королей Куммаскаха и Муйредаха. В битве погибли король Айргиаллы, его брат Конгалах и множество других знатных айргиалльцев, однако королю Муйредаху мак Эохаде удалось спастись бегством. Лишившееся своего правителя королевство Айргиалла было присоединено к владениям Ниалла.
Возможно, желая воспользоваться поражением союзников Конхобара мак Доннхады, один из брегских септов Гайленга предпринял попытку избавиться от власти королей Миде. По сообщению «Анналов Ульстера», сразу же после битвы при Лет Каме его члены собрались в Тайльтиу, намереваясь провести здесь собрание без разрешения верховного короля Ирландии, однако они были быстро разогнаны прибывшим сюда войском Конхобара.
Вскоре после этого на оэнахе, собранном королём Конхобаром, произошли столкновения, приведшие к многочисленным жертвам. Причиной стало нападение короля Лейнстера Муйредаха мак Руадраха на членов соперначившей с его родом лейнстерской семьи Уи Хеннселайг.
Чтобы компенсировать потерю союзника в лице короля Айргиаллы, уже в 827 году Конхобар мак Доннхада заключил союз с королём Мунстера Федлимидом мак Кримтайнном. Вероятно, это произошло во время встречи этих монархов в Бирре. В 829 году Конхобар мак Доннхада совершил нападение на Коннахт и разбил войско его короля Диармайта мак Томмалтайга, а Федлимид, выполняя союзнические обязательства, в 830 году разорил земли коннахтского септа Уи Бриуйн Сеола (ирл. Uí Briúin Seola).
Однако союз королей Конхобара мак Доннхада и Федлимида мак Кримтайнна долго не просуществовал: уже в 830 году анналы сообщают об убийстве мунстерцами во время похода на Коннахт Фалломана мак Доннхады, брата верховного короля Ирландии. В 831 году Федлимид в союзе с лейнстерцами совершил нападения на подвластное Конхобару суб-королевство Брега и разорил восточные районы Миде вплоть до Слейна. В ответ верховный король Ирландии разграбил принадлежавшие Федлимиду земли вдоль реки Лиффи. Ирландские анналы сообщают о приведших к многочисленным жертвам стычках из-за религиозных разногласий, произошедших во время проведения Конхобаром очередного оэнаха в Тайльтиу, и о том, что после этого он совершил поход на Арму, во время которого захватил некоторых приближённых аббата Эогана Майнистреха и угнал монастырский скот. В 832 и 833 годах король Мунстера снова вторгался с войском в Миде, и в ходе последнего похода сжёг покровительствуемое Кланн Холмайн аббатство Дарроу.
Король Конхобар мак Доннхада скончался в 833 году и был похоронен в аббатстве Клонард. Новым верховным королём Ирландии стал король Айлеха Ниалл Калле, а королевство Миде и власть над Кланн Холмайн получил брат умершего, Маэл Руанайд мак Доннхада.

### Семья
Конхобар мак Доннхада был женат на Ланд, дочери верховного короля Ирландии Аэда Посвящённого. Детьми от этого брака были четыре сына:
- Артри мак Конхобайр (умер в 833) — епископ Армы
- Катал мак Конхобайр (умер в 842)
- Эохокан мак Конхобайр
- Кинаэд мак Конхобайр (погиб в 808)